# Šťavnatka hajní
Šťavnatka hajní (Hygrophorus nemoreus) je druh houby z čeledi šťavnatkovité (Hygrophoraceae).

## Znaky
2-10 cm široký, v mládí vyklenutý klobouk se plošně rozevírá, přičemž se v jeho středu rýsuje nápadný hrbol. Okraje jsou podvinuté, u vyvinutých plodnic rovný. Pokožka je suchá, slizká je pouze u mladých plodnic. Na povrchu je plstnatě šupinkatá, což je znatelné zejména v oblasti hrbolu. Barvu má žlutooranžovou, někdy s hnědým nádechem, okraje jsou světlejší.
Voskovité, tlusté, smetanové až tmavě okrové lupeny jsou u třeně široce přirostlé až mírně sbíhavé, na klobouku jsou řídce uspořádané. Hlavní lupeny jsou bohatě proložené menšími lupénky. Výtrusný prach je bílý.
Třeň je válcovitý, 3-10 cm dlouhý, suchý, vláknitý, bílý až meruňkově oranžový, pod kloboukem bíle zrnitý.
Bělavá až jemně žlutooranžová dužnina má moučnou vůni a chuť.

## Užití
Jedlý druh.

## Ekologie
Roste celý podzim v listnatých lesích na vápenatých podložích, ze stromů preferuje duby, buky habry a lísky. 

## Rozšíření
Druh byl popsán v oblastech Evropy, Severní Ameriky a Japonska.

## Galerie

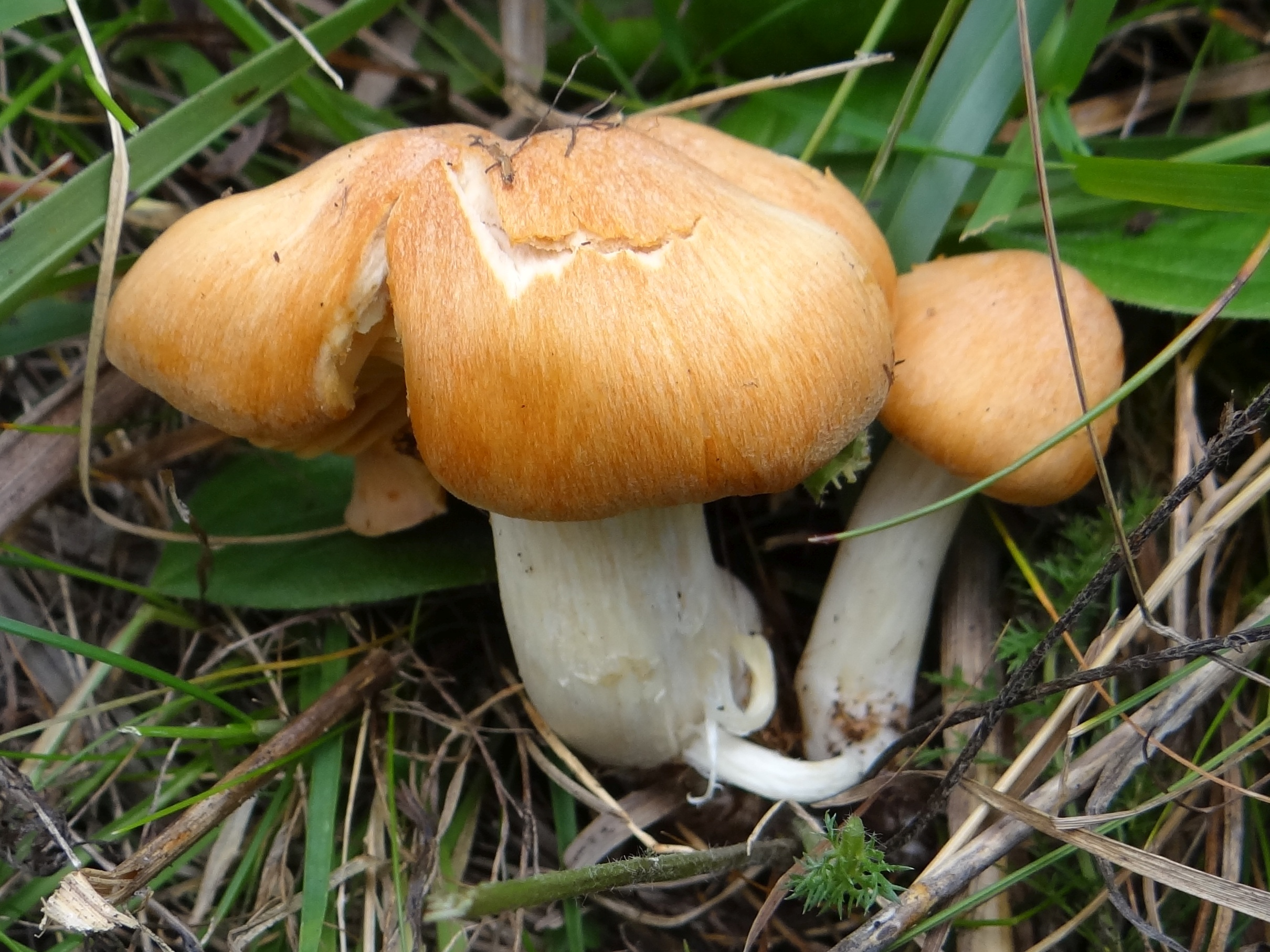
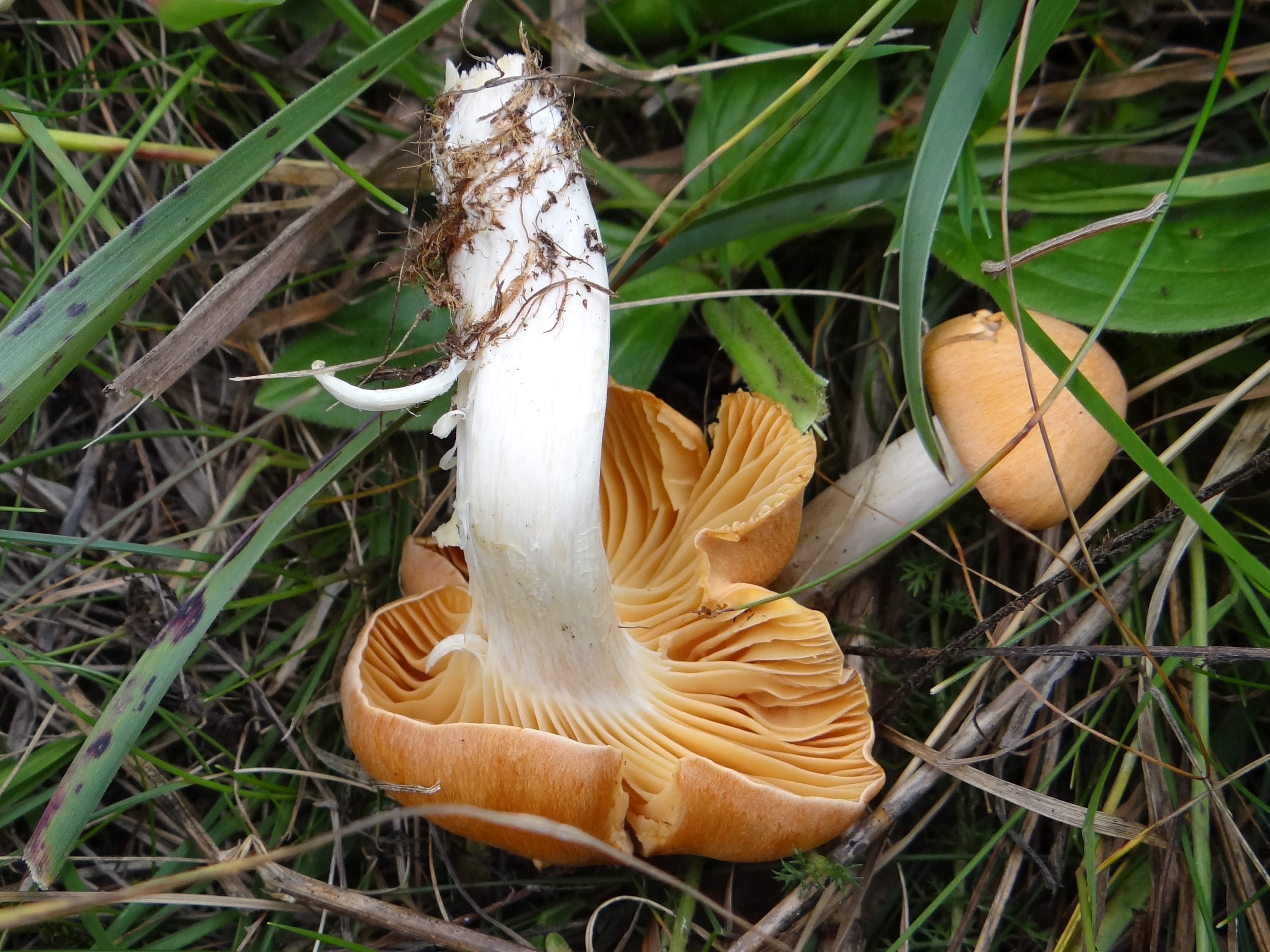
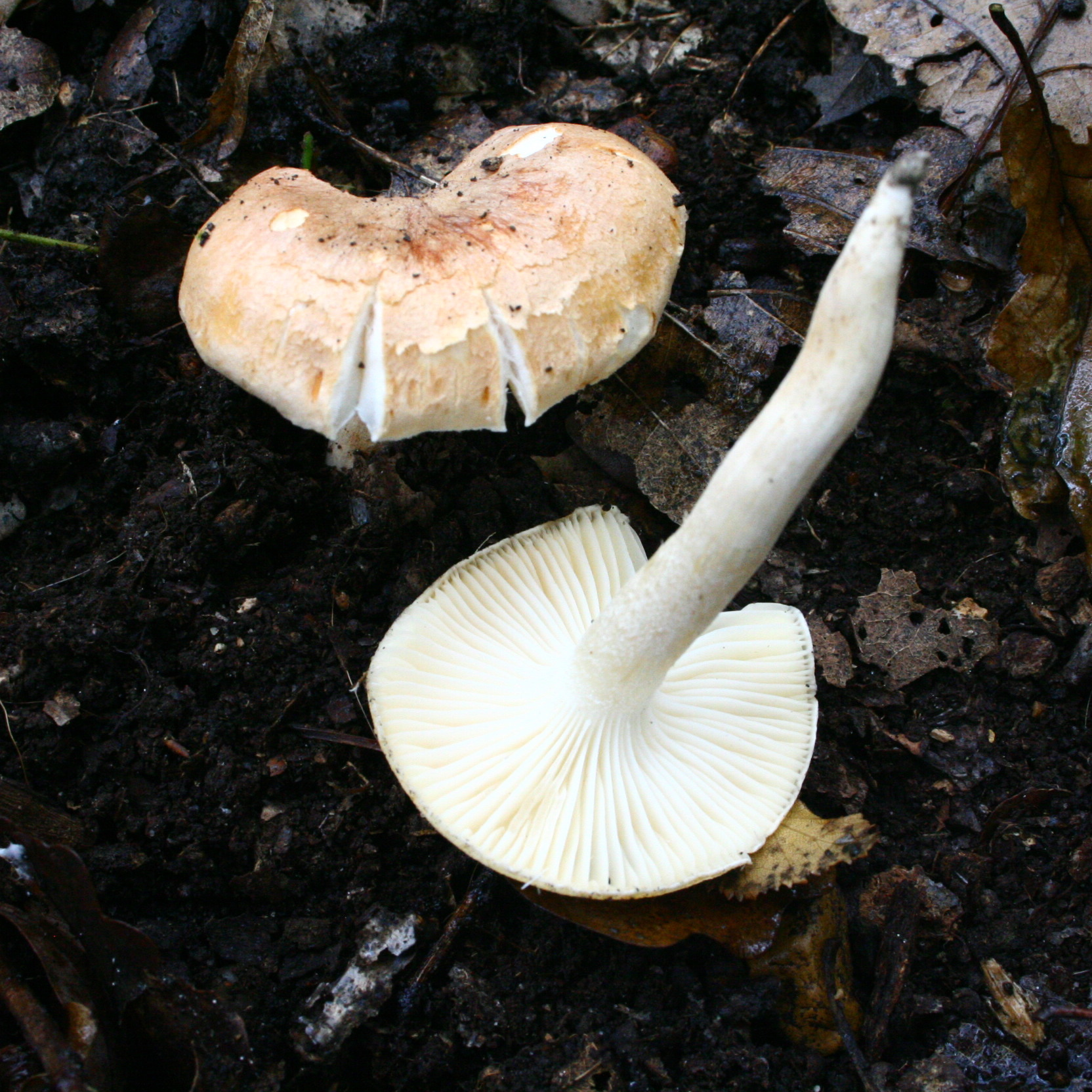
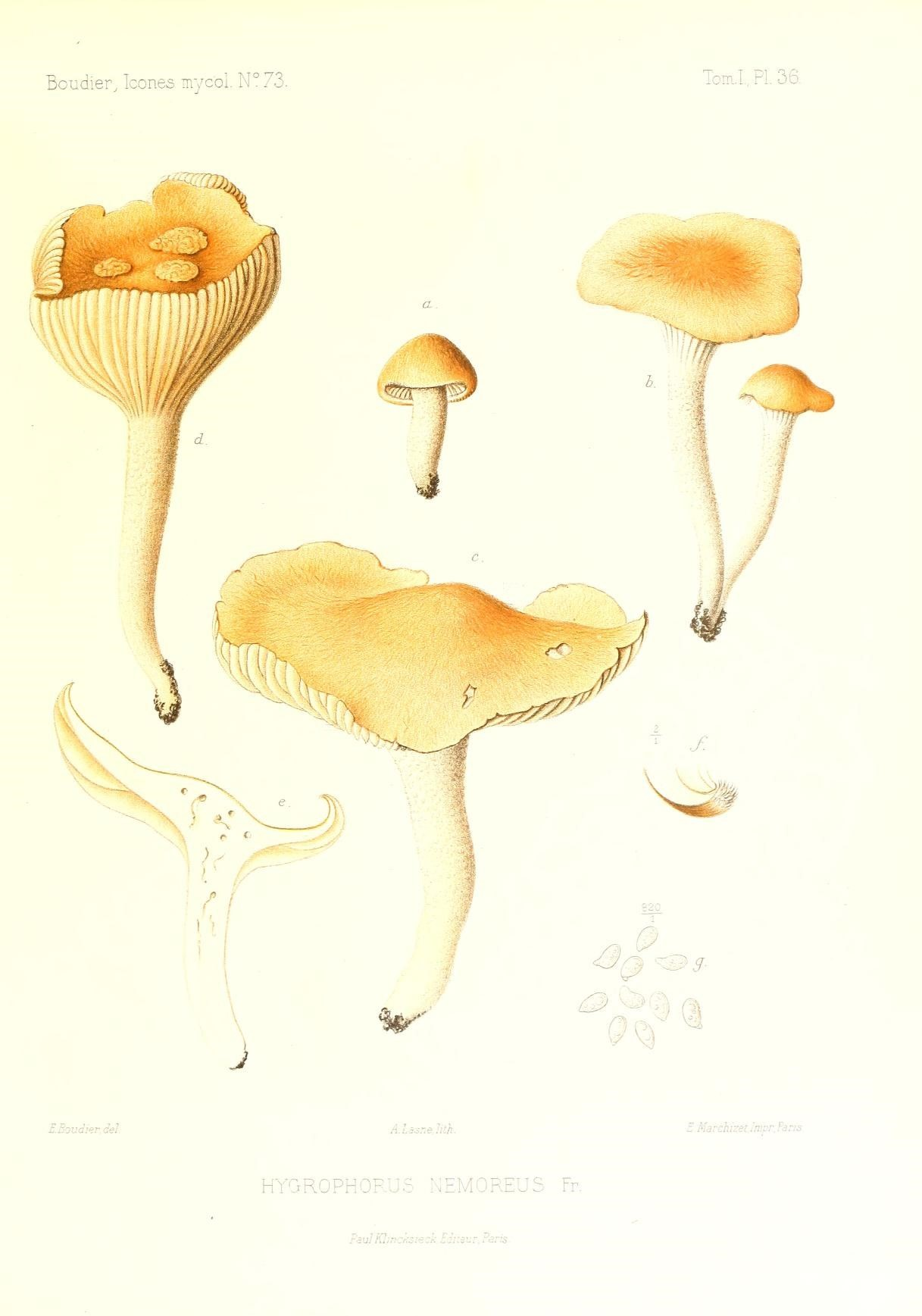

## Možnost záměny
- Voskovka luční (Cuphophyllus pratensis)
- Šťavnatka žíhaná (Hygrocybe arbustivus)
- Šťavnatka oranžová (Hygrophorus pudorinus)
- Šťavnatka básnická (Hygrophorus poetarum)